# 미겔 앙헬 로드리게스
미겔 앙헬 로드리게스(스페인어: Miguel Ángel Rodríguez)는 코스타리카의 정치인이다. 본명은 미겔 앙헬 로드리게스 에체베리아(스페인어: Miguel Ángel Rodríguez Echeverría)이고, 1998년부터 2002년까지 대통령으로 재임했다. 2004년 9월부터 동년 10월까지 미주기구 사무총장으로 일하기도 했다. 2011년 부패혐의로 징역 5년형을 선고받았다.

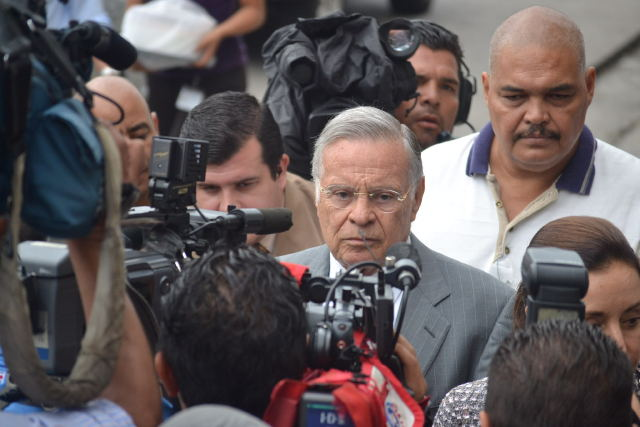
과거 부패혐의로 수사받고 있는 로드리게스

1940년 1월 8일 산호세에서 태어났다. 코스타리카 대학에서 경제학 교수의 조교로 일하는 동안, 경제학과 법률학 학위를 땄다. 이후 미국에서 수학하다가 졸업 후 코스타리카로 돌아갔으며, 귀국 후 계획장관, 코스타리카 중앙은행의 대표로 일하기도 했다.
이후 정치활동에 전념하였다. 그러던 중 대권야욕을 드러난 로드리게스는 1990년 대선에 출마하지만 라파엘 A. 칼데론 포우르니에르에게 패하였고, 1994년 대선에서도 호세 마리아 피게레스에게 패했다. 그러나 1998년 대선에서 코랄레스를 누르고 당선되었다. 그의 재임 기간 동안 코스타리카의 경제는 안정된 속도로 성장하였다. 또한 그는 동성애를 반대하기도 했다. 2002년 임기를 마치고 물러났다.
2004년 9월 15일 미주기구 사무총장 경선에서 세사르 가비리아(그는 콜롬비아의 前대통령을 지내기도 했다)의 후임으로 선출되지만, 과거 부패혐의가 드러나 한 달만에 사임하였다. 이후 코스타리카로 소환되었으며, 2주 뒤 가택연금에 처했다. 그는 과거 대만으로부터 140만 달러를 받은 혐의도 있다. 2011년 징역 5년형을 선고받았다.